# Uta Ibrahimi
Flutura Ibrahimi, bardziej znana jako Uta Ibrahimi (ur. 1983 w Gjilanie) – kosowska alpinistka i działaczka społeczna, założycielka Butterfly Outdoor Adventures. Jest pierwszą kobietą z Albanii i Kosowa, która wspięła się na Mount Everest, najwyższy szczyt na Ziemi. Wspięła się również na Manaslu, Czo Oju, Lhotse, Gaszerbrum I, oraz Mont Blanc. Poprzez swoje wyprawy i występy w mediach Uta stara się podnosić świadomość ludzi na temat przyrody, gór i praw człowieka, szczególnie w Kosowie i Albanii. Łącznie zdobyła szczyt pięciu ośmiotysięczników (stan na 2019).